# Oreszama
Az Oreszama (japánul: おれさま) a híres japán rockzenész, Miyavi 2004-es filmje, melyben a művész önmagát alakítja.

## Történet
|  | Alább a cselekmény részletei következnek! |

A film napjainkban játszódik, Tokióban, főszerepben Miyavival.
Miyavit körberajongják, és egész Japán ismeri a nevét és a zenéjét. Hazafelé tartva elalszik a kocsiban, és 20 évvel ezelőtti futballbalesetéről álmodik, amikor is kisgyerekként megsérült. Az autó eltűnik, és a következő pillanatban Miyavi már a vonatsíneken sétálgat. Észreveszi, hogy menedzsere eltűnt mellőle, de nem ez az egyetlen furcsaság, amit tapasztal. Meglát egy régi autót, majd egy lányt, aki régi ruhát visel. Bemegy egy kis boltba, ahol nem fogadják el tőle a papírpénzt. A legjobban mégis akkor döbben meg, mikor az utcán, a rajongóinak hitt lányok nehogy nem támadják le, mikor szembe találkoznak vele, hanem csodálkozva kinevetik a tetoválásai, piercingjei és a ruhája miatt. Betér egy étterembe, ahol furcsa mód, pohárban szolgálják fel neki az ásványvizet üveg helyett és kedvenc magazinjai sem hasonlítanak a megszokotthoz. A tévében egy rég elfeledett énekesnő videóklipjét játsszák. Rögtön ezután rájön a furcsaságok okára, mikor a tévében megjelenik egy reklám, melyben kiírják az aznapi dátumot: 1983 augusztus. Miyavi ijedten nézi meg az aznapi újságokat, ahol ugyan az a dátum szerepel, ezáltal rájön, hogy 20 évet visszautazott az időben.
Próbál megnyugodni, és megoldást találni, végül összetalálkozik egy korabeli rockzenésszel, akinek üzletet ajánlj. Segít neki az együttesalapításban, ha nála lakat. A fiú, Sini beleegyezik, és össze is barátkoznak.
Miyavi a történet során többször is találkozik egy kisfiúval, aki imád focizni. Később rájön, hogy az a kisfiú saját maga.
A film vége felé az együttessel egy koncertet adnak, s az ezt követő reggelen Miyavi már a saját korában ébred.
|  | Itt a vége a cselekmény részletezésének! |

## Szereplők
- Miyavi
- Takano Hasszei (Sini)
- Hamaszaki Akane
- Ogusi Erika
- Rjóta Macusima (fiatal Miyavi)